# Терраферма

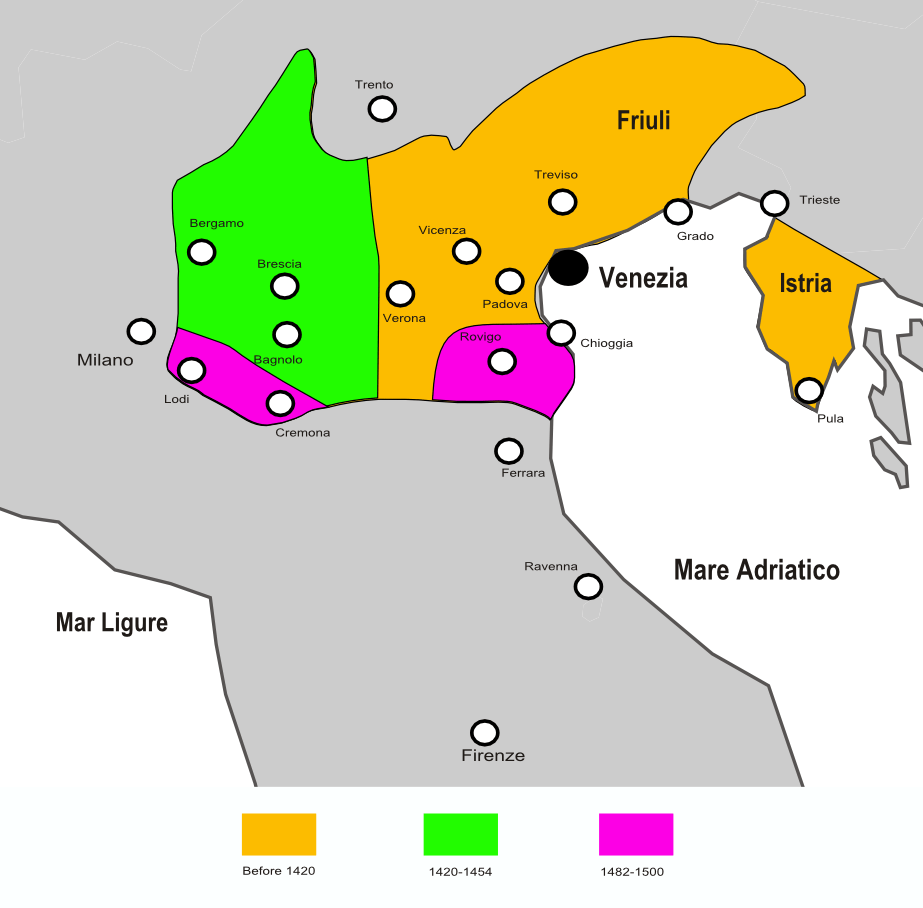
Венецианские материковые территории.

Терраферма (вен. domini de teraferma — владения на «твёрдой земле») — материковые территории Венецианской республики на адриатическом побережье Северо-Восточной Италии.
К XIII веку стало понятно, что будущее не за городами, а за государствами. Экономическая мощь города была недостаточной для выживания среди государств. Венеция ответила на этот вызов созданием «Terra Ferma» (твердая земля, суша).
В 1330 году между Венецией и правящими Вероной Скалигерами начался конфликт, обусловленный попытками Скаллигеров захватить соседние области. Верона захватила Парму и Бресчелло, контролирующие падуанские дороги. Венеция прибегла к испытанному способу — соляной блокаде. Верона в ответ соорудила собственные солеварни. В 1337 году Венеция создала коалицию с Флоренцией, Падуей, Мантуей и Феррарой против Вероны и начала наступление. В 1339 году альянс одержал верх над Скалигерами из Вероны, и правитель Вероны Мастино II дела Скала вынужден был отдать Венеции город Тревизо. Он положил начало материковому доминиону Венеции — Терраферме. Венеция включилась в экспансионистскую политику на материке.
С начала XVI века два из пяти крупных государств Италии: Миланское герцогство и Неаполитанское королевство — контролируются Испанией. Венеция не в состоянии противопоставить что-либо испанским Габсбургам, у неё серьёзные проблемы с Османской империей. Рано оценив османскую угрозу, Венеция ищет решение этой проблемы: значительные продвижения на Терраферме датируются началом XV века. Но учитывая испанское господство, Венеция мало что могла сделать, лишившись своих восточных опорных пунктов.
В 1404 году Падуя развязала войну против Вероны и захватила её. Венеция собрала армию под командованием кондотьера Малатесты. Малатеста в 1405 году взял Верону, а в ноябре 1405 года и саму Падую. В 1405 году за покровительством к Венеции обращается Равенна.
Воспользовавшись турецкой угрозой, нависшей над владениями венгерского и римского короля Сигизмунда, Венеция в 1419 году объявляет ему войну, которая в итоге дала Венеции контроль над большей частью Фриули.
3 декабря 1425 года Венеция и Флоренция, опасавшаяся усиления миланского герцогства Висконти, создали союз (лигу) против Милана. Сухопутными войсками Венеции командовал кондотьер Франческо Буссоне да Карманьола, флотом — Франческо Бембо. В 1426 году Венеция завоёвывает Бергамо. Победа Карманьолы под Маклодио закрепила право Венеции на Бергамо (согласно Феррарскому перемирию 1428 года). Висконти попытались переломить ход войны, поставив командовать войсками полководца Франческо Сфорца, но он перешёл на сторону лиги. Новый мирный договор 1441 года дал Венеции контроль над Равенной, а в 1446 году под покровительство Венеции добровольно переходит Лоди. Война продолжалась до 1453 года, когда известие о падении Константинополя встревожило Венецию. 9 апреля 1454 года в Лоди между Венецией и Миланом был заключён мирный договор.
В 1481 году Венеция, имея поддержку папы Сикста IV, вступает в войну с Феррарой, которую в свою очередь поддерживают Милан, Флоренция, Мантуя и Болонья. В 1482 году Сикст IV прекращает поддержку венецианцев и накладывает на них интердикт, который Венеция посчитала незаконным. Сплоченность венецианцев помогла им победить в этой войне, и в результате мира в Баньоло 1484 года Венеция приобрела Ровиго и Полезине.
Территории Террафермы имели определённую самостоятельность, но верховной властью обладал ректор, подконтрольный венецианскому Сенату и Совету Десяти. Провинции приносили доход Венеции. Также между ними существовал культурный обмен, из провинций были Тициан, Веронезе и Палладио. Однако эти войны привели также к усилению и без того могущественного Милана.